# Татјана Врећо
Татјана Врећо (Фоча, 24. мај 1966) је српска књижевница која живи и ради у Београду.

## Биографија
Рођена у Фочи ( БиХ, Република Српска ) где је завршила основно и средње образовање. На Факултету политичких наука у Сарајеву дипломирала је на одсеку журналистика. Радила је као дописник Тањуга. Током ратних година са породицом се иселила у Канаду где је завршила студије Графички дизајн за штампу и Мултимедије на Колеџу примењених уметности ” La Cite Collegiale „ Ottawa.
Од 2007. године живи и ради у Београду.
Објавила је четири романа : ...А није ми до смијеха” – издавач Академска мисао, (2017.) , „ Девет грама душе “ – издавач Прометеј, (2019.), „ Зрно шећера у сланику“ – издавач Прометеј,(2021.) и  „ Кад птице бејаху… ” – издавач Прометеј, (2024.).
Објављује текстове у часопису Српске дијаспоре за Северну Америку - ”САН” са седиштем у Торонту  промовишући културно и историјско наслеђе Србије и Републике Српске.